# Josani (Măgești), Bihor
Josani este un sat în comuna Măgești din județul Bihor, Crișana, România.
Ocupațiile de bază din satul Josani au fost și încă sunt zootehnia și agricultura, ambele la nivelul întreținerii gospodăriei.

## Lăcașuri de cult
- Biserică de lemn din 1789 (monument istoric).

 Acest articol despre o localitate din județul Bihor este deocamdată un ciot. Puteți ajuta Wikipedia prin completarea lui.